# Élections sénatoriales algériennes de 2025
Les élections sénatoriales algériennes de 2025 ont lieu le 9 mars 2025 en Algérie afin de renouveler au scrutin indirect et par nomination la moitié des membres du Conseil de la nation.

## Système électoral
Le Conseil de la nation est la chambre haute du parlement bicaméral algérien. Il est composé de 174 sièges renouvelés par moitié tous les trois ans pour des mandats de six ans. Sur ce total, deux tiers sont pourvus au scrutin indirect uninominal majoritaire à un tour par un collège électoral composé des membres des assemblées populaires de wilaya et des assemblées populaires communales dans 58 circonscriptions électorales basées sur les limites des wilayas, soit 116 sièges à raison de deux par wilaya. Les candidats doivent être âgés d'au moins trente-cinq ans, et être eux-mêmes issus de ces assemblées, qui totalisent environ 15 000 élus. 
Le tiers restant (58 sièges) est nommé par le président de la République en raison de leurs compétences scientifiques, culturelles, professionnelles, économiques et sociales,.
Lors des élections organisées tous les trois ans, ce sont donc la moitié des 116 membres élus et celle des 58 membres nommés qui sont renouvelés, soit respectivement 58 et 29 sièges, pour un total de 87 membres renouvelés. La Constitution limite par ailleurs le nombre de membres du Conseil à la moitié des membres de l'Assemblée populaire nationale. Le nombre de deux sièges par wilayas ainsi que le tiers de membres nommés étant tous deux spécifiés par la Constitution, la modification du nombre de wilaya entraîne automatiquement celle du nombre de membres du Conseil de la nation,.

## Résultats
La Cour constitutionnelle proclame l'ensenmble des résultats le 13 mars 2025.
| Partis                    | Partis                                       | Voix           | %              | Sièges        | Sièges | Sièges | Sièges        | Sièges        |
| Partis                    | Partis                                       | Voix           | %              | Total en 2022 | En jeu | Élus   | Total en 2025 | +/-           |
| ------------------------- | -------------------------------------------- | -------------- | -------------- | ------------- | ------ | ------ | ------------- | ------------- |
|                           | Front de libération nationale (FLN)          |                |                | 54            | 29     | 19     | 44            | 10            |
|                           | Rassemblement national démocratique (RND)    |                |                | 22            | 11     | 14     | 25            | 3             |
|                           | Front El Moustakbal (FM)                     |                |                | 7             | 2      | 10     | 15            | 8             |
|                           | Mouvement El-Bina (MEB)                      |                |                | 5             | 0      | 3      | 8             | 3             |
|                           | Front des forces socialistes (FFS)           |                |                | 4             | 2      | 2      | 4             | en stagnation |
|                           | La Voix du peuple (PVP)                      |                |                | 2             | 0      | 0      | 2             | en stagnation |
|                           | El Fadjr El Djadid (PFJ)                     |                |                | 2             | 0      | 0      | 2             | en stagnation |
|                           | Mouvement de la société pour la paix (MSP)   |                |                | 1             | 0      | 3      | 4             | 3             |
|                           | Rassemblement de l'espoir de l'Algérie (TAJ) |                |                | 1             | 0      | 1      | 2             | 1             |
|                           | Autres partis                                |                |                | 0             | 0      | 0      | 0             | en stagnation |
|                           | Indépendants                                 |                |                | 18            | 4      | 6      | 20            | 2             |
|                           | Membres nommés                               | Membres nommés | Membres nommés | 58            | 24     | 24     | 58            | en stagnation |
|                           |                                              |                |                |               |        |        |               |               |
| Suffrages exprimés        | Suffrages exprimés                           | 24 183         | 92,19          |               |        |        |               |               |
| Votes blancs et invalides | Votes blancs et invalides                    | 2 048          | 7,81           |               |        |        |               |               |
| Total                     | Total                                        | 26 231         | 100            | 174           | 72     | 72     | 174           | en stagnation |
| Abstentions               | Abstentions                                  | 1 005          | 3,69           |               |        |        |               |               |
| Inscrits / participation  | Inscrits / participation                     | 27 236         | 96,31          |               |        |        |               |               |